# Lewis Holtby
Lewis Holtby (Erkelenz, 18 september 1990) is een voetballer met zowel de Duitse als Engelse nationaliteit die doorgaans als centrale middenvelder speelt. In 2007 maakte hij als A-junior namens Alemannia Aachen  zijn debuut in het betaald voetbal in de 2. Bundesliga. In november 2010 debuteerde hij in het nationale elftal van Duitsland. Sinds augustus 2025 staat hij onder contract bij NAC Breda.

## Clubloopbaan

### Jeugd
Holtby begon met voetballen bij Sparta Gerderath toen hij vier jaar oud was. Op elfjarige leeftijd stapte hij over naar Borussia Mönchengladbach. Daar werd hij weggestuurd omdat hij fysiek tekortkwam, waarna hij op veertienjarige leeftijd bij Alemannia Aachen terechtkwam.

### Alemannia Aachen
Holtby was twee seizoenen actief voor zowel het eerste als het tweede elftal van Alemannia Aachen. In het seizoen 2007/08 werd hij als A-junior in de 16e competitieronde door coach Jörg Schmadtke bij de selectie van het eerste elftal gehaald voor de thuiswedstrijd tegen FC St. Pauli. Op het Tivoli maakte hij in de 80e minuut van de wedstrijd in de 2. Bundesliga zijn debuut in het profvoetbal, als invaller voor Mirko Casper. In maart 2008 maakte hij de overstap van de A-junioren naar de senioren en kwam hij in het tweede elftal terecht. In zijn vierde wedstrijd, op 6 april, maakte hij zijn eerste doelpunt voor het tweede elftal tijdens de met 2–2 gelijkgespeelde uitwedstrijd tegen KFC Uerdingen 05. In de zevende minuut bracht hij zijn ploeg op een 0–1 voorsprong.
In het seizoen 2008/09 maakte Holtby de overstap naar het eerste elftal, waar hij onder de nieuwe trainer Jürgen Seeberger zijn kans kreeg. Seeberger had vertrouwen in de jonge aanvaller en gaf hem in de vierde competitiewedstrijd tegen FC Ingolstadt een basisplaats. Hierna bleef Holtby het hele seizoen een vaste waarde. Op 5 december 2008 scoorde hij zijn eerste doelpunt voor de Kartoffelkäfer, tijdens de met 2-0 gewonnen thuiswedstrijd tegen TSV 1860 München. In de 85e minuut maakte hij het tweede doelpunt. Aan het einde van het seizoen zette hij zijn carrière voort bij Schalke 04, dat een bedrag van drie miljoen euro aan Aachen betaalde.

### Schalke 04
Holtby bleef vier seizoenen bij Schalke 04. In de zomer van 2009 tekende hij een contract dat hem tot medio 2013 aan de club verbond. In zijn eerste seizoen (2009/10) maakte hij onder trainer Felix Magath op 1 augustus zijn basisdebuut in de eerste ronde van de DFB-Pokal. Tijdens de met 0–4 gewonnen uitwedstrijd tegen de amateurs van Germania Windeck startte hij als linkermiddenvelder. Een week later maakte hij zijn debuut in de Bundesliga in de met 1–2 gewonnen uitwedstrijd tegen 1. FC Nürnberg. In het Max-Morlock-Stadion viel hij in de rust in voor Levan Kobiasjvili. Door de concurrentie op het middenveld, onder andere van Ivan Rakitić en Heiko Westermann, wist Holtby geen vaste basisplaats te veroveren. Om meer speelminuten te maken liet hij zich in de winterstop verhuren aan VfL Bochum, dat eveneens in de Bundesliga speelde.
Nadat hij in mei 2010 terugkeerde bij Schalke 04, werd Holtby in zijn tweede seizoen (2010/11) opnieuw verhuurd, ditmaal aan 1. FSV Mainz 05. Na zijn terugkeer wist hij in zijn derde seizoen (2011/12) onder trainer Ralf Rangnick van toegevoegde waarde te zijn voor Schalke. Hij kwam dat seizoen in 41 officiële wedstrijden in actie. In de eerste ronde van de DFB-Pokal scoorde hij tijdens de openingswedstrijd van het seizoen zijn eerste doelpunten voor Schalke. In de met 1–11 gewonnen uitwedstrijd maakte hij twee doelpunten en gaf hij twee assists, waarvan één leidde tot een treffer van Klaas-Jan Huntelaar. Op 15 september 2011 maakte hij zijn Europese basisdebuut in de groepsfase van de UEFA Europa League tegen Steaua Boekarest. In het Dr.-Constantin-Rădulescustadion speelde hij de volledige 90 minuten.[4] Een maand later scoorde hij zijn eerste Europese doelpunt tijdens de met 0–5 gewonnen uitwedstrijd tegen AEK Larnaca. Na een voorzet van Joël Matip bracht hij Schalke in de 22e minuut op een 0–1 voorsprong. Holtby sloot het seizoen af met een derde plaats in de Bundesliga. In zijn vierde en laatste seizoen (2012/13) zette hij deze lijn voort en kreeg hij onder de nieuwe trainer Huub Stevens opnieuw een basisplaats. Zijn prestaties trokken de aandacht van Tottenham Hotspur, dat op 4 januari 2013 bekendmaakte dat Holtby met ingang van het seizoen 2013/14 naar Londen zou vertrekken. Hoewel zijn contract bij Schalke pas in juni 2013 afliep, bereikten beide clubs op 28 januari 2013 een akkoord over een directe transfer. Schalke ontving hiervoor een bedrag van 1,5 miljoen euro.

#### Verhuur aan VfL Bochum
In januari 2010 maakte VfL Bochum bekend dat Holtby tot de zomer werd gehuurd. Op 6 februari 2010 maakte hij onder trainer Heiko Herrlich zijn basisdebuut in de met 1–1 gelijkgespeelde thuiswedstrijd tegen Bayer Leverkusen. In de 68e minuut gaf hij de voorzet waaruit Zlatko Dedič de gelijkmaker scoorde. Holtby veroverde een basisplaats en maakte op 13 maart zijn eerste doelpunt voor Bochum. In de met 1–4 verloren thuiswedstrijd tegen Borussia Dortmund bracht hij in de 53e minuut de stand op 1–2. Hij sloot het seizoen 2009/10 met Bochum af op de 17e plaats, wat degradatie naar de 2. Bundesliga betekende. Hij keerde zelf aan het einde van het seizoen terug naar Schalke 04. 

#### Verhuur aan 1. FSV Mainz 05
Tijdens zijn verhuurperiode bij FSV Mainz 05 brak Holtby door op het hoogste Duitse niveau. Op 15 augustus 2010 maakte hij zijn debuut voor Mainz in de eerste ronde van de DFB-Pokal, in de met 1–2 gewonnen uitwedstrijd tegen de amateurs van Berliner AK 07. Met twee doelpunten voorkwam hij een blamage en hielp hij Mainz naar de tweede ronde. Onder trainer Thomas Tuchel had Holtby vanaf de openingswedstrijd van de competitie tegen VfB Stuttgart een basisplaats. Op 21 september 2010 maakte hij zijn eerste competitiedoelpunten voor Die 05er tijdens de met 2–0 gewonnen thuiswedstrijd tegen 1. FC Köln. Beide keren scoorde hij na een voorzet van Christian Fuchs. Mede dankzij zijn goede spel stond Mainz enkele weken bovenaan in de Bundesliga. Holtby kwam dat seizoen tot 23 basisplaatsen en eindigde met Mainz op de vijfde plaats. Na één seizoen keerde hij terug naar Schalke 04.  

### Tottenham Hotspur
Op 30 januari 2013 maakte Holtby zijn debuut voor Tottenham Hotspur tijdens een met 1-1 gelijkgespeelde uitwedstrijd in de Premier League tegen Norwich City. Trainer André Villas-Boas bracht hem op Carrow Road in de 71e minuut in het veld voor Clint Dempsey. Op 4 december 2013 scoorde hij zijn eerste doelpunt voor de Londense club in de met 1-2 gewonnen uitwedstrijd tegen Fulham. Hij viel in tijdens de rust en maakte in de 82e minuut de winnende treffer na een voorzet van Kyle Walker. Holtby slaagde er in zijn eerste jaar niet in een vaste basisplaats te veroveren, in een periode waarin Tottenham het moeilijk had. Op 31 januari 2014 werd hij tot het einde van het seizoen verhuurd aan stadsgenoot Fulham, dat tegen degradatie vocht. Na zijn terugkeer speelde hij nog drie wedstrijden voor Tottenham, waarna hij zich voor de rest van het seizoen 2014/15 liet verhuren aan het in de Bundesliga uitkomende Hamburger SV.  De Duitse club lichtte na afloop van het seizoen de optie tot koop, waardoor Holtby definitief in Hamburg bleef. Tottenham ontving hiervoor € 6.500.000,-.

#### Verhuur aan Fulham
Holtby maakte op 1 februari 2014 zijn debuut voor Fulham in de met 0-3 verloren thuiswedstrijd tegen Southampton. Trainer René Meulensteen liet hem op Craven Cottage direct in de basis starten, en Holtby speelde de volledige wedstrijd. Ook in de daaropvolgende wedstrijden behield hij zijn basisplaats. Op 8 maart 2014 maakte hij zijn eerste doelpunt voor The Whites in de met 3-1 verloren uitwedstrijd tegen Cardiff City. In de 59e minuut tekende hij na een voorzet van John Heitinga voor de 1-1. Ondanks de komst van Felix Magath als opvolger van Meulensteen kon Holtby degradatie niet voorkomen: Fulham eindigde als 19e en degradeerde naar de Championship.  In de zomer keerde Holtby terug naar Tottenham Hotspur. 

#### Verhuur aan Hamburger SV
Op 14 september 2014 maakte Holtby zijn debuut voor Hamburger SV in de met 2-0 verloren uitwedstrijd tegen Hannover 96. In de HDI-Arena gaf trainer Mirko Slomka hem direct een basisplaats, en Holtby speelde de volledige wedstrijd.[2] Tot aan de winterstop van het seizoen 2014/15 was hij een vaste waarde in het elftal. In januari brak hij tijdens een oefenwedstrijd tegen Eintracht Frankfurt zijn sleutelbeen. Op 14 maart 2015 maakte hij zijn rentree in de met 3-0 verloren uitwedstrijd tegen TSG 1899 Hoffenheim. Tijdens zijn afwezigheid was HSV weggezakt naar de onderste regionen van de ranglijst. Holtby eindigde met de club op de zestiende plaats, waardoor nacompetitiewedstrijden tegen Karlsruher SC volgden. In het eigen Volksparkstadion werd het 1-1, en in Karlsruhe wist HSV na verlenging met 1-2 te winnen, waardoor degradatie werd afgewend. Na afloop van de verhuurperiode maakte Hamburger SV gebruik van de optie tot koop en nam Holtby in juli 2015 definitief over van Tottenham Hotspur.

### Hamburger SV
Holtby tekende bij Hamburger SV een contract tot medio 2019. Op 29 augustus 2015 maakte hij zijn eerste doelpunt voor de club in de met 2-1 verloren uitwedstrijd tegen 1. FC Köln.  In de 47e minuut bracht hij HSV na een voorzet van Sven Schipplock op een 0-1 voorsprong. In het seizoen 2015/16 eindigde hij met HSV op de tiende plaats in de Bundesliga; trainer Bruno Labbadia liet hem dat seizoen in alle competitiewedstrijden in de basis starten. In zijn derde seizoen bij Die Rothosen kreeg Holtby zijn eerste rode kaart in het betaald voetbal. Op 10 december 2016 werd hij door scheidsrechter Daniel Siebert in de wedstrijd tegen FC Augsburg  vlak voor rust van het veld gestuurd. HSV wist in de laatste speelronde degradatie te ontlopen door een 2-1 overwinning op  VfL Wolfsburg en eindigde op de veertiende plaats.
Het seizoen 2017/18 verliep teleurstellend voor Holtby. Door blessures kwam hij tot dertien basisplaatsen en degradeerde hij met HSV na 55 jaar voor het eerst in de clubgeschiedenis uit de Bundesliga. Ondanks de degradatie verlengde Holtby vroegtijdig zijn contract. In zijn vijfde en laatste seizoen droeg hij tijdens de openingswedstrijd van het seizoen 2018/19 tegen Holstein Kiel, bij afwezigheid van Aaron Hunt , voor het eerst de aanvoerdersband. In maart 2019 kreeg hij te horen dat zijn contract niet zou worden verlengd. Voor de wedstrijd tegen 1. FC Union Berlin weigerde hij na het horen van zijn reserverol met de ploeg af te reizen naar Berlijn. Ondanks zijn excuses werd hij de rest van het seizoen buiten de selectie gelaten en kwam hij niet meer in actie. Na 138 wedstrijden voor Hamburger SV vervolgde Holtby zijn loopbaan bij het Engelse  Blackburn Rovers, dat uitkwam in de Championship.

### Blackburn Rovers
In september 2019 tekende Holtby een tweejarig contract bij Blackburn Rovers, dat in 1995 voor het laatst Engels kampioen was geworden. Op 21 september 2019 maakte hij zijn debuut voor The Riversiders in de met 1-2 gewonnen uitwedstrijd tegen Reading. Trainer Tony Mowbray bracht hem in het Madejski Stadium in de 70e minuut in het veld voor Adam Armstrong. Op 19 oktober 2019 stond Holtby voor het eerst in de basis, als rechtermiddenvelder, tijdens de met 2-2 gelijkgespeelde thuiswedstrijd tegen Huddersfield Town. In die wedstrijd maakte hij in de 20e minuut zijn eerste doelpunt voor Blackburn en gaf hij in de 33e minuut de assist bij de 2-1 van Bradley Dack. Holtby slaagde er in de daaropvolgende wedstrijden niet in een vaste basisplaats te veroveren. In januari 2020 had hij een belangrijk aandeel in de grootste overwinning van het seizoen: hij scoorde tweemaal in de met 0-5 gewonnen uitwedstrijd tegen Sheffield Wednesday. Kort daarna raakte hij zwaar geblesseerd tijdens een uitwedstrijd tegen Middlesbrough.  Door de coronapandemie werd de competitie tijdelijk stilgelegd, waardoor hij pas op 20 juni zijn rentree maakte in de thuiswedstrijd tegen Bristol City. Blackburn eindigde dat seizoen als elfde in de Championship. Het seizoen 2020/21 verliep vergelijkbaar. Holtby raakte in februari 2021 opnieuw geblesseerd, ditmaal in de wedstrijd tegen Queens Park Rangers. Na negen wedstrijden afwezigheid keerde hij op 17 maart terug in het elftal, opnieuw tegen Bristol City, en speelde hij direct de volledige wedstrijd. Na afloop van dat seizoen verliet hij Blackburn en vervolgde hij zijn loopbaan bij Holstein Kiel in de 2. Bundesliga.

### Holstein Kiel
In augustus 2021 tekende Holtby een tweejarig contract bij Holstein Kiel, met een looptijd tot medio 2023. Op 20 augustus 2021 maakte hij zijn debuut voor de club in de met 2-2 gelijkgespeelde uitwedstrijd tegen Fortuna Düsseldorf.  Trainer Ole Werner bracht hem in de 85e minuut in het veld voor Finn Porath. Op 30 oktober 2021 stond hij voor het eerst in de basis, in de uitwedstrijd tegen zijn voormalige club Hamburger SV. Holtby speelde de volledige wedstrijd. Op 8 mei 2022, tijdens de 33e speelronde, maakte hij zijn eerste doelpunt voor Holstein Kiel in de met 3-0 gewonnen thuiswedstrijd tegen 1. FC Nürnberg. In de 63e minuut scoorde hij na een voorzet van Steven Skrzybski het tweede doelpunt van de wedstrijd. Holtby sloot zijn eerste seizoen met Kiel af op de negende plaats in de 2. Bundesliga. In het seizoen 2022/23 eindigde de club als achtste. 
In het seizoen 2023/24 verloor Holtby in de openingsfase zijn basisplaats aan Marko Ivezić. Vanaf de zevende speelronde wist hij zich terug te vechten in het elftal en stond hij wekelijks aan de aftrap. Mede dankzij zijn inbreng bereikte Holstein Kiel met een recordaantal punten de winterstop. Kort daarvoor verlengde Holtby zijn contract tot medio 2025. Aan het einde van het seizoen eindigde hij met Kiel op de tweede plaats, wat de eerste promotie naar de Bundesliga in de clubgeschiedenis betekende.
Na het vertrek van Philipp Sander naar Borussia Mönchengladbach benoemde trainer Marcel Rapp Holtby tot aanvoerder van Holstein Kiel voor het seizoen 2024/25. De club kende een moeizame eerste seizoenshelft en ging de winterstop in op de zeventiende plaats. Holtby was tot en met de zesde speelronde een vaste waarde in de basis, maar raakte daarna geblesseerd aan zijn rug en miste daardoor enkele wedstrijden. Na zijn herstel was een basisplaats niet vanzelfsprekend en kwam hij regelmatig als invaller in actie. Op 23 februari 2025 speelde Holtby zijn 100ste officiële wedstrijd voor Holstein Kiel, in de met 0‑2 verloren thuiswedstrijd tegen Bayer Leverkusen. In maart 2025 maakte Holtby bekend dat hij de club na vier seizoenen aan het einde van het seizoen zou verlaten. In de slotfase van het seizoen, waarin Kiel tegen degradatie streed, kwam hij voornamelijk als wisselspeler in het veld. Holstein Kiel sloot het seizoen af met degradatie naar de 2. Bundesliga.

### NAC Breda
In augustus 2025 tekende Holtby een tweejarig contract bij NAC Breda. Hij koos voor rugnummer 90, als verwijzing naar zijn geboortejaar.

## Clubstatistieken
| Seizoen                         | Club              | Competitie      | Competitie | Competitie | Beker | Beker | Internationaal | Internationaal | Overig | Overig | Totaal | Totaal |
| Seizoen                         | Club              | Competitie      | Wed.       | Dlp.       | Wed.  | Dlp.  | Wed.           | Dlp.           | Wed.   | Dlp.   | Wed.   | Dlp.   |
| ------------------------------- | ----------------- | --------------- | ---------- | ---------- | ----- | ----- | -------------- | -------------- | ------ | ------ | ------ | ------ |
| 2007/08                         | Alemannia Aachen  | 2. Bundesliga   | 2 *        | 0          | –     | –     | –              | –              | –      | –      | 2      | 0      |
| 2008/09                         | Alemannia Aachen  | 2. Bundesliga   | 31         | 8          | 2     | 0     | –              | –              | –      | –      | 33     | 8      |
| 2009/10                         | Schalke 04        | Bundesliga      | 9          | 0          | 2     | 0     | –              | –              | –      | –      | 11     | 0      |
| 2009/10                         | → VfL Bochum      | Bundesliga      | 14         | 2          | –     | –     | –              | –              | –      | –      | 14     | 2      |
| 2010/11                         | FSV Mainz 05      | Bundesliga      | 30         | 4          | 2     | 2     | –              | –              | –      | –      | 32     | 6      |
| 2011/12                         | Schalke 04        | Bundesliga      | 27         | 6          | 2     | 2     | 11             | 1              | 1      | 0      | 41     | 9      |
| 2012/13                         | Schalke 04        | Bundesliga      | 19         | 4          | 2     | 0     | 6              | 0              | –      | –      | 27     | 4      |
| 2012/13                         | Tottenham Hotspur | Premier League  | 11         | 0          | –     | –     | 6              | 0              | –      | –      | 17     | 0      |
| 2013/14                         | Tottenham Hotspur | Premier League  | 13         | 1          | –     | –     | 7              | 2              | –      | –      | 20     | 3      |
| 2013/14                         | → Fulham          | Premier League  | 13         | 1          | –     | –     | –              | –              | –      | –      | 13     | 1      |
| 2014/15                         | Tottenham Hotspur | Premier League  | 1          | 0          | –     | –     | 2              | 0              | –      | –      | 3      | 0      |
| 2014/15                         | → Hamburger SV    | Bundesliga      | 24 **      | 0          | 1     | 0     | –              | –              | –      | –      | 25     | 0      |
| 2015/16                         | Hamburger SV      | Bundesliga      | 34         | 3          | 1     | 0     | –              | –              | –      | –      | 35     | 3      |
| 2016/17                         | Hamburger SV      | Bundesliga      | 29         | 1          | 1     | 0     | –              | –              | –      | –      | 30     | 1      |
| 2017/18                         | Hamburger SV      | Bundesliga      | 16         | 6          | 1     | 0     | –              | –              | –      | –      | 17     | 6      |
| 2018/19                         | Hamburger SV      | 2. Bundesliga   | 26         | 4          | 5     | 1     | –              | –              | –      | –      | 31     | 5      |
| 2019/20                         | Blackburn Rovers  | Championship    | 27         | 3          | –     | –     | –              | –              | –      | –      | 27     | 3      |
| 2020/21                         | Blackburn Rovers  | Championship    | 27         | 0          | 2     | 1     | –              | –              | –      | –      | 29     | 1      |
| 2021/22                         | Holstein Kiel     | 2. Bundesliga   | 23         | 1          | 1     | 0     | –              | –              | –      | –      | 24     | 1      |
| 2022/23                         | Holstein Kiel     | 2. Bundesliga   | 24         | 1          | –     | –     | –              | –              | –      | –      | 24     | 1      |
| 2023/24                         | Holstein Kiel     | 2. Bundesliga   | 31         | 5          | 2     | 0     | –              | –              | –      | –      | 33     | 5      |
| 2024/25                         | Holstein Kiel     | Bundesliga      | 25         | 0          | 1     | 0     | –              | –              | –      | –      | 26     | 0      |
| 2025/26                         | NAC Breda         | Eredivisie      | 1          | 1          | 0     | 0     | –              | –              | 0      | 0      | 1      | 1      |
| Carrière totaal                 | Carrière totaal   | Carrière totaal | 460        | 51         | 25    | 6     | 32             | 3              | 1 ***  | 0      | 515    | 60     |
| Bijgewerkt tot 18 augustus 2025 |                   |                 |            |            |       |       |                |                |        |        |        |        |

*  In het seizoen 2007/08 speelde Holtby als A-junior voor het eerste elftal van Alemannia Aachen. 
**  In het seizoen 2014/15 speelde hij met Hamburger SV twee play-offwedstrijden om degradatie naar de 2. Bundesliga te voorkomen. 
*** In het seizoen 2011/12 kwam hij namens Schalke 04 in actie in de Duitse supercup. 

## Interlandcarrière
Holtby kwam tussen 2008 en 2013 uit voor verschillende Duitse jeugdelftallen. Hij speelde in totaal 44 jeugdinterlands en scoorde daarin 20 doelpunten. Met zowel Duitsland –20 als Duitsland –21 nam hij deel aan een eindronde. In deze periode speelde hij samen met onder anderen İlkay Gündoğan, Oliver Baumann, Antonio Rüdiger en Toni Kroos. In november 2010 debuteerde Holtby in het Duits nationale elftal tijdens een oefeninterland tegen Zweden.

### Duitse jeugdelftallen
Begin mei 2008 werd Holtby voor het eerst geselecteerd voor een Duits jeugdelftal. Kort daarna maakte hij zijn debuut voor Duitsland –18 in een oefeninterland tegen Turkije –18, die met 1-0 werd gewonnen.  Onder bondscoach Heiko Herrlich maakte Holtby in Duitsland –19  zijn eerste interlanddoelpunt. In een met 0-5 gewonnen oefenwedstrijd tegen Tsjechië –19 scoorde hij in de 35e minuut de 0-2. Ondanks vier doelpunten van zijn voet in de kwalificatiewedstrijden wist Duitsland zich niet te plaatsen voor het EK onder 19 van 2009 in Oekraïne.
Met Duitsland –20 nam Holtby deel aan het WK onder 20 van 2009 in Egypte. Onder bondscoach Horst Hrubesch speelde hij alle wedstrijden en maakte hij twee doelpunten. In de groepsfase scoorde hij het derde doelpunt in de met 3-0 gewonnen wedstrijd tegen Kameroen –20. In de kwartfinale tegen Brazilië  –20 opende hij in de 73e minuut de score, waarna Maicon kort daarna gelijkmaakte. In de verlenging besliste Maicon het duel, waardoor Duitsland werd uitgeschakeld.
In zijn zesde interland voor Duitsland –21 werd Holtby door bondscoach Rainer Adrion aanvoerder gemaakt, tijdens een oefenwedstrijd tegen Oekraïne –21. Deze wedstrijd werd met 2-1 gewonnen door twee doelpunten van André Schürrle. Met Duitsland –21 plaatste Holtby zich voor het Europees kampioenschap onder 21 in Israël. Duitsland eindigde als derde in de groepsfase achter Spanje en Nederland, waardoor het team werd uitgeschakeld. De met 2-1 gewonnen poulewedstrijd tegen Rusland –21 was Holtby's laatste jeugdinterland; in de rust werd hij vanwege een blessure gewisseld voor Sebastian Rudy.
| Jeugdinterlands van Lewis Holtby voor Duitse elftallen () | Jeugdinterlands van Lewis Holtby voor Duitse elftallen () | Jeugdinterlands van Lewis Holtby voor Duitse elftallen () | Jeugdinterlands van Lewis Holtby voor Duitse elftallen () | Jeugdinterlands van Lewis Holtby voor Duitse elftallen () | Jeugdinterlands van Lewis Holtby voor Duitse elftallen () |
| №                                                         | Datum                                                     | Wedstrijd                                                 | Uitslag                                                   | Soort Wedstrijd                                           | Doelpunten                                                |
| Als speler bij Duitsland –18                              | Als speler bij Duitsland –18                              | Als speler bij Duitsland –18                              | Als speler bij Duitsland –18                              | Als speler bij Duitsland –18                              | Als speler bij Duitsland –18                              |
| --------------------------------------------------------- | --------------------------------------------------------- | --------------------------------------------------------- | --------------------------------------------------------- | --------------------------------------------------------- | --------------------------------------------------------- |
| 1.                                                        | 20 mei 2008                                               | Duitsland – Turkije                                       | 1 – 0                                                     | Vriendschappelijk                                         |                                                           |
| 2.                                                        | 22 mei 2008                                               | Duitsland – Turkije                                       | 1 – 1                                                     | Vriendschappelijk                                         |                                                           |
| Als speler bij Duitsland –19                              |                                                           |                                                           |                                                           |                                                           |                                                           |
| 1.                                                        | 4 september 2008                                          | Tsjechië – Duitsland                                      | 2 – 1                                                     | Vriendschappelijk                                         |                                                           |
| 2.                                                        | 7 september 2008                                          | Tsjechië – Duitsland                                      | 0 – 5                                                     | Vriendschappelijk                                         | Goal                                                      |
| 3.                                                        | 9 oktober 2008                                            | Duitsland – Luxemburg                                     | 0 – 5                                                     | EK-kwalificatie                                           |                                                           |
| 4.                                                        | 11 oktober 2008                                           | Duitsland – Litouwen                                      | 5 – 0                                                     | EK-kwalificatie                                           | Goal                                                      |
| 5.                                                        | 14 oktober 2008                                           | Nederland – Duitsland                                     | 1 – 2                                                     | EK-kwalificatie                                           |                                                           |
| 6.                                                        | 18 november 2008                                          | Engeland – Duitsland                                      | 1 – 0                                                     | Vriendschappelijk                                         |                                                           |
| 7.                                                        | 11 februari 2009                                          | Griekenland – Duitsland                                   | 3 – 1                                                     | Vriendschappelijk                                         |                                                           |
| 8.                                                        | 27 maart 2009                                             | Duitsland – Finland                                       | 7 – 0                                                     | Vriendschappelijk                                         |                                                           |
| 9.                                                        | 31 maart 2009                                             | Servië – Duitsland                                        | 0 – 1                                                     | Vriendschappelijk                                         |                                                           |
| 10.                                                       | 21 mei 2009                                               | Estland – Duitsland                                       | 0 – 5                                                     | EK-kwalificatie                                           | Goal                                                      |
| 11.                                                       | 23 mei 2009                                               | Duitsland – Tsjechië                                      | 1 – 0                                                     | EK-kwalificatie                                           | Goal                                                      |
| 12.                                                       | 26 mei 2009                                               | Spanje – Duitsland                                        | 1 – 0                                                     | EK-kwalificatie                                           |                                                           |
| Als speler bij Duitsland –20                              |                                                           |                                                           |                                                           |                                                           |                                                           |
| 1.                                                        | 5 september 2009                                          | Duitsland – Zuid Afrika                                   | 6 – 1                                                     | Vriendschappelijk                                         |                                                           |
| 2.                                                        | 26 september 2009                                         | Verenigde Staten – Duitsland                              | 0 – 3                                                     | Wereldkampioenschap 2009                                  |                                                           |
| 3.                                                        | 29 september 2009                                         | Zuid-Korea – Duitsland                                    | 1 – 1                                                     | Wereldkampioenschap 2009                                  |                                                           |
| 4.                                                        | 2 oktober 2009                                            | Duitsland – Kameroen                                      | 3 – 0                                                     | Wereldkampioenschap 2009                                  | Goal                                                      |
| 5.                                                        | 7 oktober 2009                                            | Duitsland – Nigeria                                       | 3 – 2                                                     | Wereldkampioenschap 2009                                  |                                                           |
| 5.                                                        | 10 oktober 2009                                           | Brazilië – Duitsland                                      | 2 – 1 (n.v)                                               | Wereldkampioenschap 2009                                  | Goal                                                      |
| Als speler bij Duitsland –21                              |                                                           |                                                           |                                                           |                                                           |                                                           |
| 1.                                                        | 11 augustus 2009                                          | Duitsland – Turkije                                       | 1 – 3                                                     | Vriendschappelijk                                         |                                                           |
| 2.                                                        | 12 augustus 2009                                          | Duitsland – Iran                                          | 1 – 0                                                     | Vriendschappelijk                                         |                                                           |
| 3.                                                        | 2 maart 2010                                              | Duitsland – IJsland                                       | 1 – 0                                                     | EK-kwalificatie                                           |                                                           |
| 4.                                                        | 3 september 2010                                          | Tsjechië – Duitsland                                      | 1 – 1                                                     | EK-kwalificatie                                           |                                                           |
| 5.                                                        | 7 september 2010                                          | Duitsland – Noord-Ierland                                 | 3 – 0                                                     | EK-kwalificatie                                           | Goal · Goal                                               |
| 6.                                                        | 11 oktober 2010                                           | Duitsland – Oekraïne                                      | 2 – 1                                                     | Vriendschappelijk                                         |                                                           |
| 7.                                                        | 9 februari 2011                                           | Griekenland – Duitsland                                   | 0 – 0                                                     | Vriendschappelijk                                         |                                                           |
| 8.                                                        | 25 maart 2011                                             | Nederland – Duitsland                                     | 1 – 3                                                     | Vriendschappelijk                                         | Goal                                                      |
| 9.                                                        | 29 maart 2011                                             | Duitsland – Italië                                        | 2 – 2                                                     | Vriendschappelijk                                         | Goal · Goal                                               |
| 10.                                                       | 31 mei 2011                                               | Portugal – Duitsland                                      | 4 – 2                                                     | Vriendschappelijk                                         |                                                           |
| 11.                                                       | 9 augustus 2011                                           | Duitsland – Cyprus                                        | 4 – 1                                                     | EK-Kwalificatie                                           | Goal · Goal                                               |
| 12.                                                       | 1 september 2011                                          | Duitsland – San Marino                                    | 7 – 0                                                     | EK-Kwalificatie                                           | Goal                                                      |
| 13.                                                       | 6 september 2011                                          | Wit-Rusland – Duitsland                                   | 0 – 1                                                     | EK-Kwalificatie                                           |                                                           |
| 14.                                                       | 6 oktober 2011                                            | Duitsland – Bosnië en Herzegovina                         | 3 – 0                                                     | EK-Kwalificatie                                           | Goal                                                      |
| 15.                                                       | 11 november 2011                                          | Griekenland – Duitsland                                   | 4 – 5                                                     | EK-Kwalificatie                                           |                                                           |
| 16.                                                       | 15 november 2011                                          | Cyprus – Duitsland                                        | 0 – 3                                                     | EK-Kwalificatie                                           |                                                           |
| 17.                                                       | 14 augustus 2012                                          | Duitsland – Argentinië                                    | 6 – 1                                                     | Vriendschappelijk                                         | Goal · Goal                                               |
| 18.                                                       | 7 september 2012                                          | Duitsland – Wit-Rusland                                   | 3 – 0                                                     | EK-Kwalificatie                                           |                                                           |
| 19.                                                       | 12 oktober 2012                                           | Duitsland – Zwitserland                                   | 1 – 1                                                     | EK-Kwalificatie                                           |                                                           |
| 20.                                                       | 16 oktober 2012                                           | Zwitserland – Duitsland                                   | 1 – 3                                                     | EK-Kwalificatie                                           | Goal                                                      |
| 21.                                                       | 24 maart 2013                                             | Israël – Duitsland                                        | 1 – 2                                                     | EK-Kwalificatie                                           | Goal                                                      |
| 22.                                                       | 6 juni 2013                                               | Nederland – Duitsland                                     | 3 – 2                                                     | Europees kampioenschap 2013                               | Goal                                                      |
| 23.                                                       | 9 juni 2013                                               | Duitsland – Spanje                                        | 0 – 1                                                     | Europees kampioenschap 2013                               |                                                           |
| 24.                                                       | 12 juni 2013                                              | Rusland – Duitsland                                       | 1 – 2                                                     | Europees kampioenschap 2013                               |                                                           |
| Bijgewerkt tot 16 mei 2024                                |                                                           |                                                           |                                                           |                                                           |                                                           |

### Duitsland
In september 2010 maakte Holtby bekend dat hij ervoor had gekozen om niet voor Engeland, maar voor Duitsland uit te willen komen. Op 17 november 2010 debuteerde hij in het Duits nationaal elftal in een met 0-0 gelijkgespeelde oefeninterland tegen Zweden. Bondscoach Joachim Löw gaf hem in het Gamla Ullevi in Göteborg een basisplaats en wisselde hem in de 78e minuut voor André Schürrle. Op 14 november 2012 speelde Holtby zijn voorlopig laatste interland, in een oefenwedstrijd tegen Nederland. In de Johan Cruijff ArenA kwam hij 87 minuten in actie in een wedstrijd die eindigde in 0-0.  
| Interlands van Lewis Holtby voor Duitsland | Interlands van Lewis Holtby voor Duitsland | Interlands van Lewis Holtby voor Duitsland | Interlands van Lewis Holtby voor Duitsland | Interlands van Lewis Holtby voor Duitsland | Interlands van Lewis Holtby voor Duitsland |
| №                                          | Datum                                      | Wedstrijd                                  | Uitslag                                    | Soort Wedstrijd                            | Doelpunten                                 |
| ------------------------------------------ | ------------------------------------------ | ------------------------------------------ | ------------------------------------------ | ------------------------------------------ | ------------------------------------------ |
| 1.                                         | 17 november 2010                           | Zweden – Duitsland                         | 0 – 0                                      | Vriendschappelijk                          |                                            |
| 2.                                         | 7 juni 2011                                | Azerbeidzjan – Duitsland                   | 1 – 3                                      | EK-kwalificatie                            |                                            |
| 3.                                         | 14 november 2012                           | Nederland – Duitsland                      | 0 – 0                                      | Vriendschappelijk                          | 0                                          |
| Bijgewerkt tot 15 mei 2024                 |                                            |                                            |                                            |                                            |                                            |

## Persoonlijk
Holtby is de zoon van een Duitse moeder en een Britse vader, die als soldaat in Duitsland was gestationeerd. Zijn jongere broer Joshua Holtby is eveneens profvoetballer en speelde onder meer voor MVV Maastricht. Christian Titz was in het verleden de personal coach van Holtby.

## Erelijst
| Winnaar Duitse supercup | 1x | 2011/12 |